# Monocentrus limbifuscus
Monocentrus limbifuscus är en insektsart som beskrevs av Boulard 1971. Monocentrus limbifuscus ingår i släktet Monocentrus och familjen hornstritar. Inga underarter finns listade i Catalogue of Life.